# Liste des gares de la wilaya de Laghouat
La liste des gares de la wilaya de Laghouat est une liste des gares ferroviaires situées dans la wilaya de Laghouat, en Algérie.

## Gares ferroviaires dans la wilaya
La wilaya de Laghouat compte deux gares. Elles sont exploitées par la Société nationale des transports ferroviaires (SNTF).
| Gare                  | Commune       | Lignes                |
| --------------------- | ------------- | --------------------- |
| Gare de Laghouat      | Laghouat      | Boughezoul à Laghouat |
| Gare de Sidi Makhlouf | Sidi Makhlouf | Boughezoul à Laghouat |

| \| Laghouat Sidi Makhlouf \| Localisation des gares de la wilaya de Laghouat |
| Laghouat Sidi Makhlouf                                                       |

## Lignes ferroviaires dans la wilaya
La wilaya est traversée par une ligne : la ligne de Boughezoul à Laghouat.